# Edmund Behles

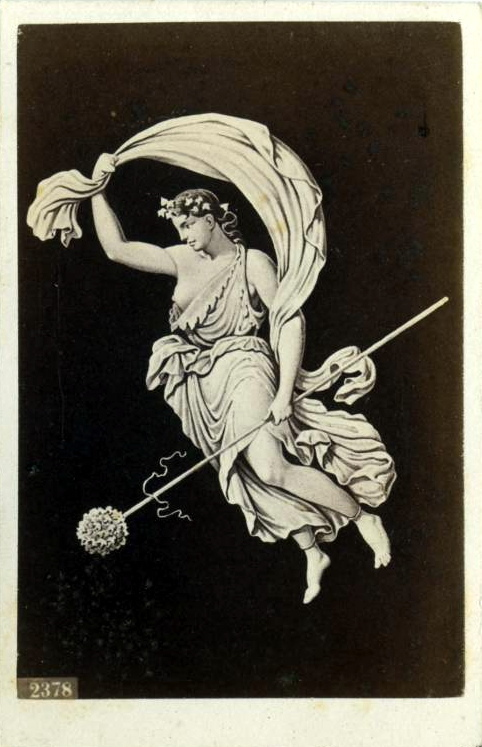
Edmund Behles: Bakchantka, fotografie fresky z Pompejí

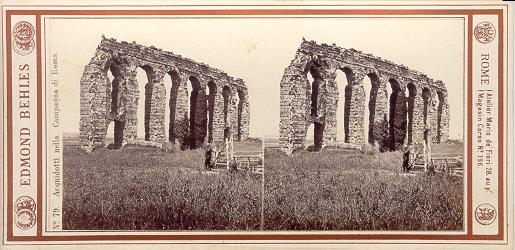
Campagna romana (římský venkov)

Edmund Behles (také Edmondo Behles nebo Edmond Behles 1841–1924) byl italský fotograf původem z Německa. Vyprodukoval řadu snímků archeologických vykopávek, krajin, portrétů a uměleckých předmětů. Spolu s fotografem Giorgio Sommerem (1834–1914) vlastnili fotografické studio Sommer and Behles.

## Život a dílo
V roce 1866 vytvořil partnerství s kolegou německým fotografem Giorgio Sommerem. Spolu provozovali fotografické studio Sommer and Behles, které se nacházelo v Římě na Mario di Fiori čp. 28 a pobočku mělo v Neapoli na Monte di Dio čp. 4.
Sommer a Behles se zúčastnili mnoha výstav a získali řadu ocenění a cen za jejich práci (Světová výstava 1862 Londýn, Světová výstava 1867 v Paříži, Světová výstava 1873 ve Vídni a v Norimberku 1885). Partnerství skončilo v roce 1874, poté každý fotograf pokračoval ve svém vlastním podnikání.
Fotografoval románské zříceniny v Pompejích, stejně jako ulice a architektonické scény z Neapoli, Florencie nebo Říma.
Autorství děl je obecně připisováno společně Behlesovi i Sommerovi.

## Výstavy (výběr)
Samostatné
- 2006,
  - Nepente Art Gallery, Milán
  - Lipsko
- 2004, Galerie Yves Di Maria, Paříž

Společné
- 2009, Mnichov
- 2008, Keith de Lellis Gallery, New York
- 2007, Michael Dawson Gallery, Los Angeles
- 2006, Celle
- 2005,
  - Galerie Yves Di Maria
  - Preus fotomuseum, Horten, Norsko
  - Musée d'Art Moderne de Saint-Étienne
  - Pavillon des Arts, Paříž

## Galerie

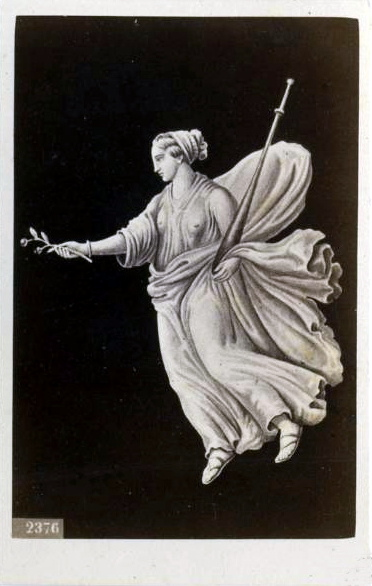
Fotografie fresky z Pompejí
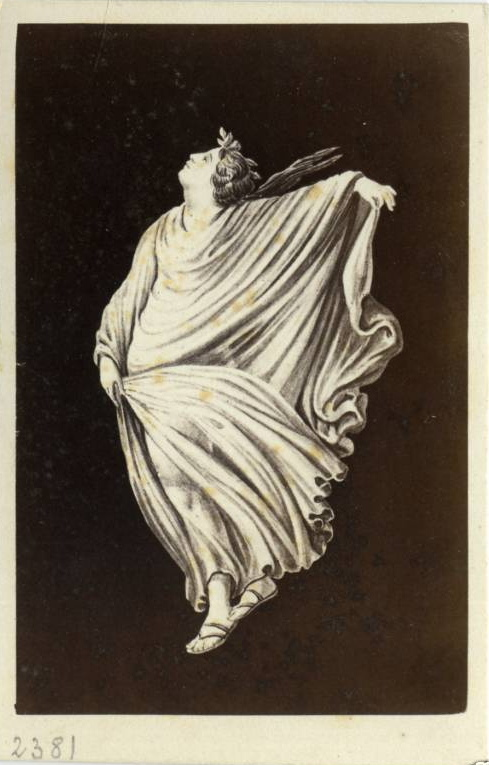
Fotografie fresky z Pompejí
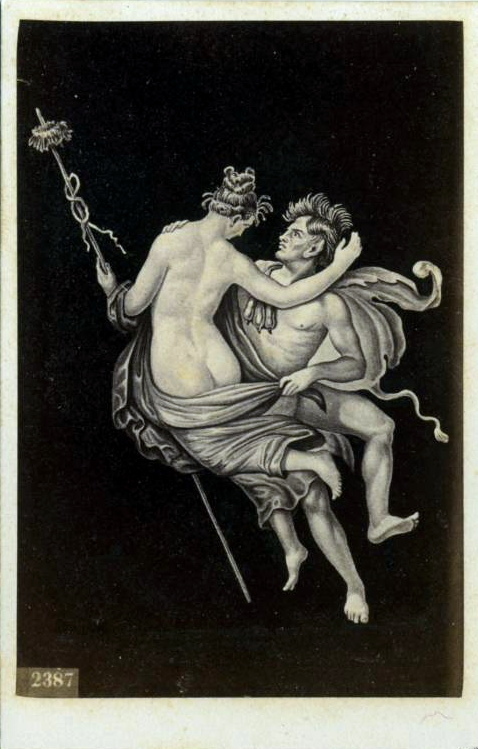
Fotografie fresky z Pompejí
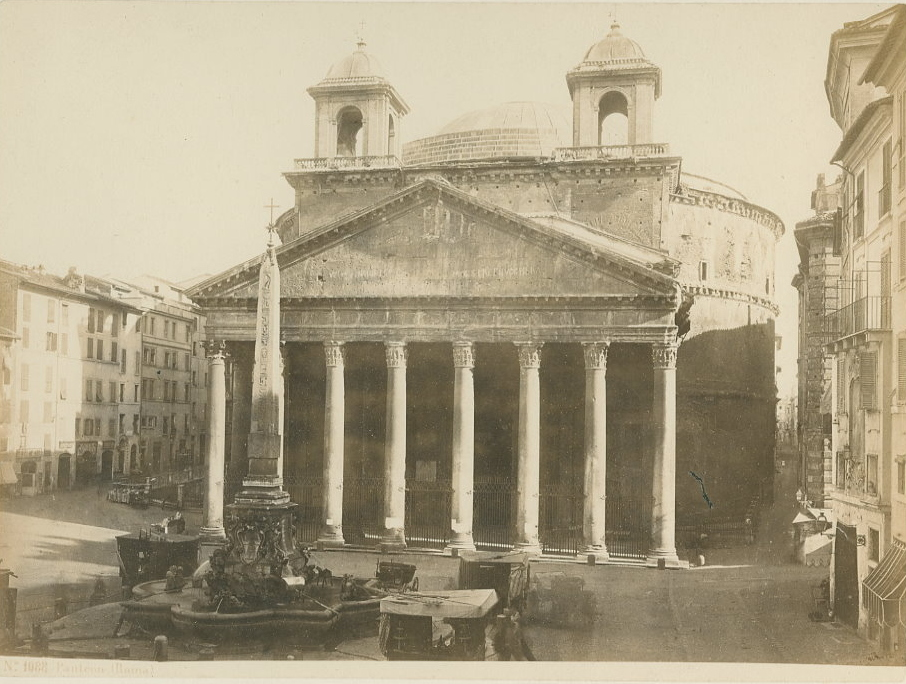
Pantheon, Řím
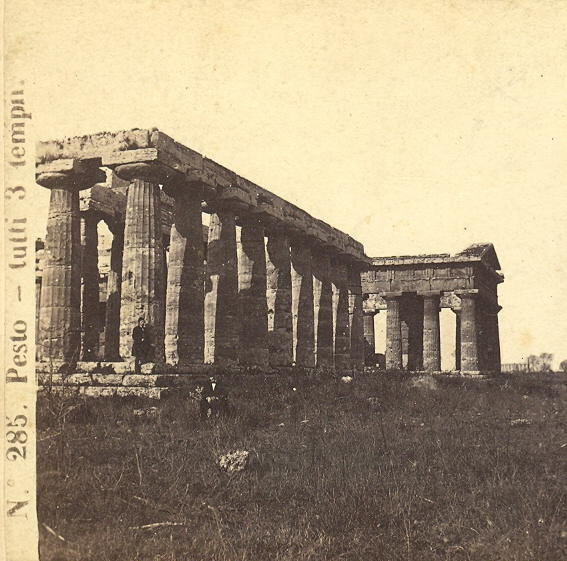
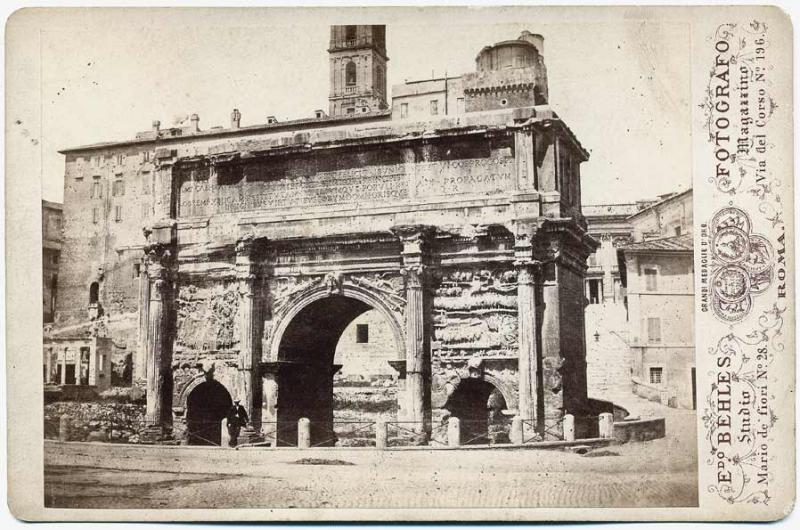
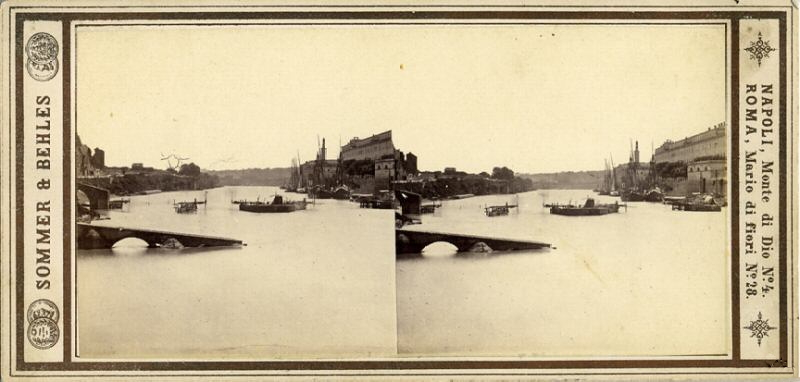
Zřícený most, Řím
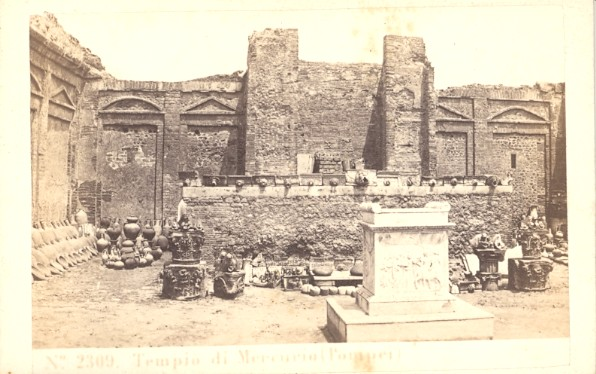
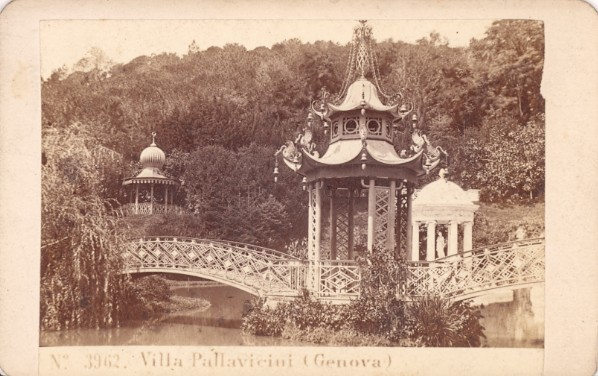
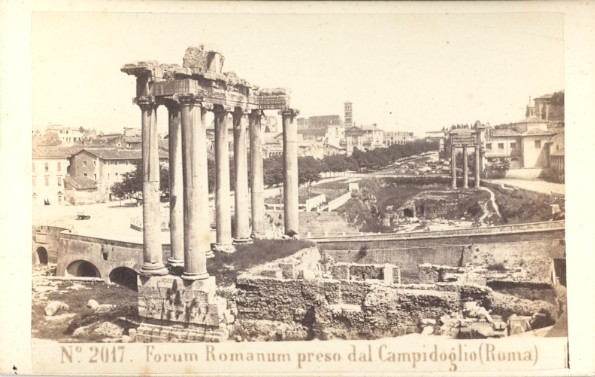